# Ali Bilgin
Ali Bilgin (ur. 17 grudnia 1981 w Essen) – turecki piłkarz występujący na pozycji pomocnika.

## Kariera
Bilgin jako junior grał w klubach Ballfreunde Bergeborbeck, Rot-Weiss Essen, MSV Duisburg oraz ponownie Rot-Weiss Essen, do którego trafił w 1997 roku. W sezonie 2000/2001 został włączony do jego pierwszej drużyny, grającej w Regionallidze Nord. W barwach Rot-Weiss Essen zadebiutował 4 maja 2001 w wygranym 3:0 ligowym pojedynku z KFC Uerdingen 05. W tamtym meczu strzelił także gola. Przez pierwsze dwa lata pełnił rolę rezerwowego w swoim klubie, a od początku sezonu 2002/2003 stał się jego podstawowym graczem. W sezonie 2003/2004 awansował z klubem do 2. Bundesligi, ale po roku został zdegradowany z klubem do Regionalligi. W pierwszej drużynie Rot-Weiss Essen spędził sześć sezonów. W tym czasie rozegrał tam 120 ligowych spotkań i zdobył 23 bramki.
W 2006 roku przeszedł do tureckiego Antalyasporu. W pierwszej lidze tureckiej zadebiutował 13 sierpnia 2006 w bezbramkowo zremisowanym meczu z Sakaryasporem. 9 września 2006 w przegranym 2:4 spotkaniu z Fenerbahçe SK zdobył pierwszą bramkę w trakcie gry w lidze tureckiej. W sezonie 2006/2007 zajął z klubem 16. miejsce w lidze i spadł z nim do drugiej ligi. Wówczas odszedł z klubu.
Za 500 tysięcy euro przeszedł do pierwszoligowego Fenerbahçe SK. Zadebiutował tam 5 sierpnia 2007 w wygranym 2:1 meczu o Superpuchar Turcji z Beşiktaşem JK. W Fenerbahçe od czasu debiutu pełni rolę rezerwowego. W sezonie 2007/2008 wywalczył z klubem wicemistrzostwo Turcji. W sezonie 2008/2009 dotarł z klubem do finału Pucharu Turcji, ale jego przegrał tam 2:4 z Beşiktaşem. W 2010 roku odszedł do Kayserisporu. Grał też w Kasımpaşa, Göztepe i Sportfreunde Lotte.